# Јована Реба
Јована Реба (дев. Кулаузов) (Нови Сад), 1975)  аутор је сликовница и књига за децу о српској култури и историји, бави се научним и приређивачким радом. 

## Биографија
Јована Реба рођена је у Новом Саду 1975. године. Докторирала је на Филозофском факултету у Новом Саду, одсек српска и компаративна књижевност. Поред књижевног и научног рада, радила је и као самостална стручна сарадница за омладину Покрајинског секретаријата за спорт и омладину АП Војводине. Ради као професор књижевности у Карловачкој гимназији.

### Научни рад
Објављује у научним часописима Зборник Филозофског факултета за књижевност и језик, Свеске, Детињство, Philologia Mediana, Приче и Филолог.

Објавила је две научне монографије:  
- Женски Исток и Запад (2010) 178024460
- Мистицизам Јеле Спиридоновић Савић (2011) 183763212

### Приређивачки рад
- Јела Спиридоновић Савић: Чежње  (2012) 192612876
- Милица Јанковић: Мутна и крвава (2012) 192800524

### Радови за децу
Креирала је едицију сликовница о српском добротвору Владимиру Матијевићу који је оснивач Хуманитарног фонда Привредник.

Коауторка је мултикултуралне сликовнице Јован и Агнеш на српском и мађарском језику 2014. године.

#### Књиге сликовнице намењене деци предшколског и школског узраста

##### Едиција Приче о династији Немањића
- Ко је био Стефан Немања? (илустратор Александар Рот) 278756615
- Свети Сава и Стефан Првовенчани 278757639
- Краљ Милутин и Стефан Дечански 278758151
- Цар Душан Силни 224520716[5]

##### Едиција Српске принцезе и владарке
- Царица Милица (илустратор Младен Мутавџић) 224518924
- Кнегиња Љубица Обреновић 224518668
- Краљица Марија Карађорђевић 218175244

#### Књиге сликовнице намењене деци школског узраста
- Михајло Пупин Идворски (илустратор Младен Мутавџић) 289784583